# Lancastermonument (Texel)

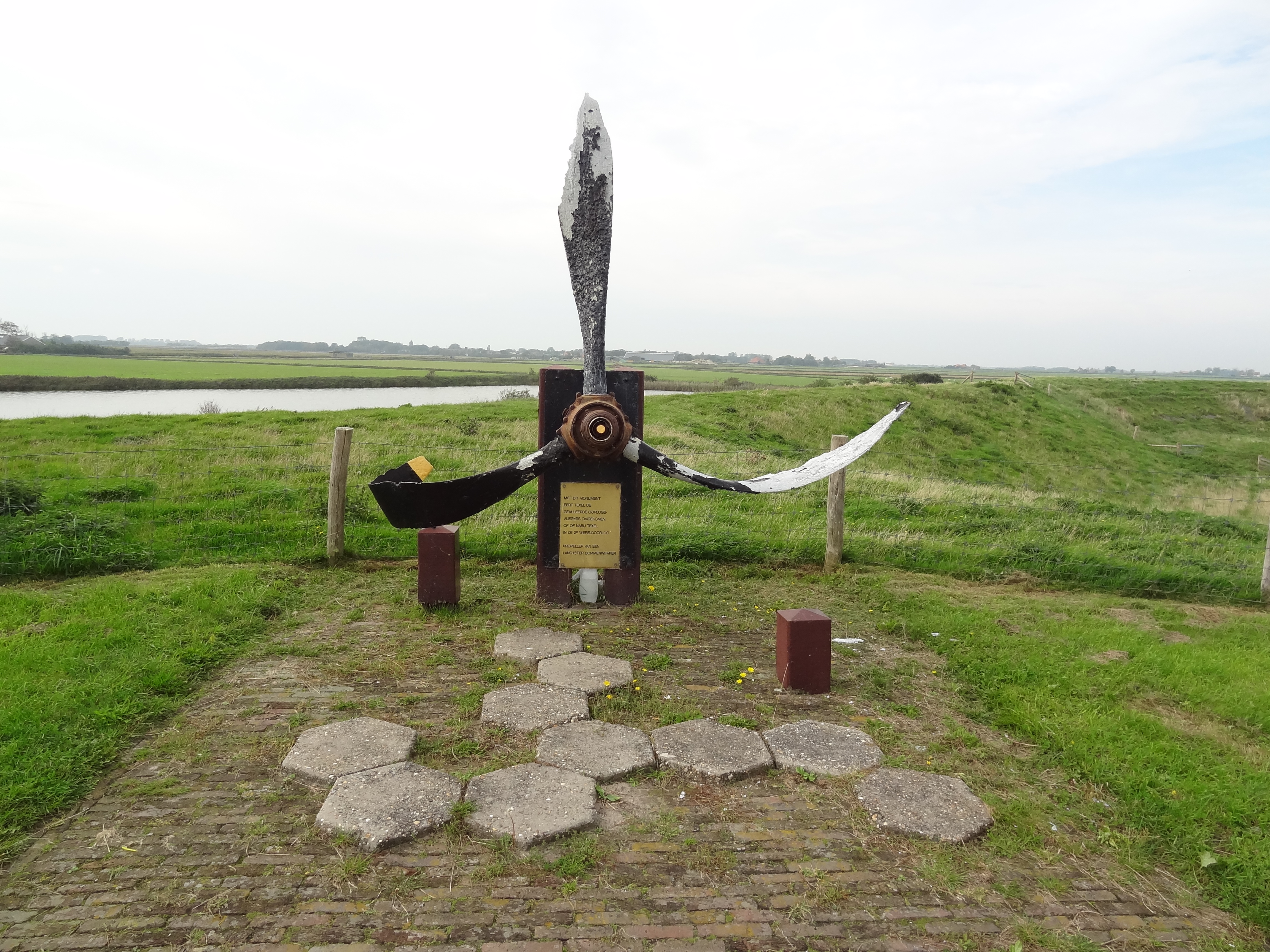
Lancastermonument Texel

Het Lancastermonument is een oorlogsmonument op de Lancasterdijk in Oosterend op Texel.
Het monument herinnert aan de 189 geallieerde oorlogsvliegers die tijdens de Tweede Wereldoorlog op of bij Texel zijn omgekomen. Meer dan 40 vliegtuigen verongelukten. De meeste slachtoffers liggen begraven op het ereveld van het Gemenebest op de Algemene begraafplaats Den Burg.
Op de plaats waar dit monument staat, stortte op 15 februari 1944 de Lancaster ND363 PM-K neer. Het monument bestaat uit een houten frame waarop de propeller van een Lancaster werd gemonteerd en uit een gedenkplaat. Hierop staat vermeld:

Met dit monument eert Texel
de geallieerde oorlogsvliegers,
 omgekomen op of nabij Texel
 in de 2e Wereldoorlog

Het monument werd op 4 mei 1984 onthuld door voormalig oorlogsvlieger P. van Hessen. Het monument is ruim twee meter hoog en twee meter breed.